# جیمز کلارک (بازیکن فوتبال، زاده ۲۰۰۱)
جیمز کلارک (انگلیسی: James Clark؛ زادهٔ ۵ سپتامبر ۲۰۰۱) بازیکن فوتبال است.